# アームバンド
アームバンド（英: arm band）とは、ワイシャツの裄丈を合わせる装身具である。

## 概要
既製品のワイシャツ、ドレスシャツを首周りのサイズのみで合わせた場合、裄丈（背中の中心から手首までの長さ）のサイズが長くなってしまうことがある。そのような場合にアームバンドを用いることで裄丈を調整する。
金属式、革製のベルトやレースが付いた布製の輪で出来た物を「アームバンド」と呼び、ゴム式や鎖式で肩と肘に固定するタイプは「アームガーター」(シャツガーター)と呼ぶ。装身具としてサイズが合っていても用いることがある。色は金属製なら金、銀、銅、つや消し。布製なら様々な色が存在する。

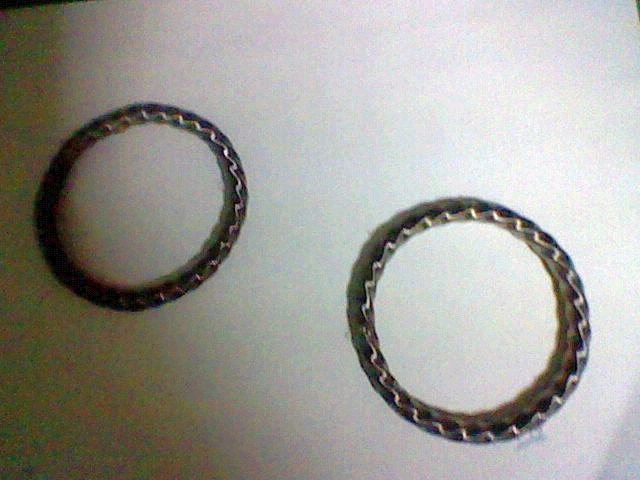
金属製のアームバンド
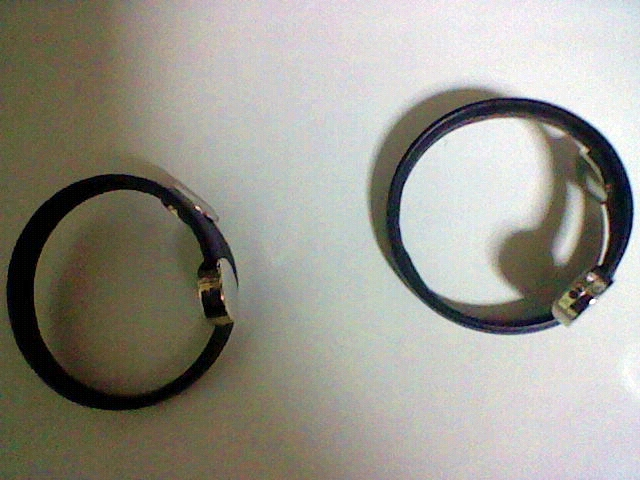
プラスチック製のアームバンド
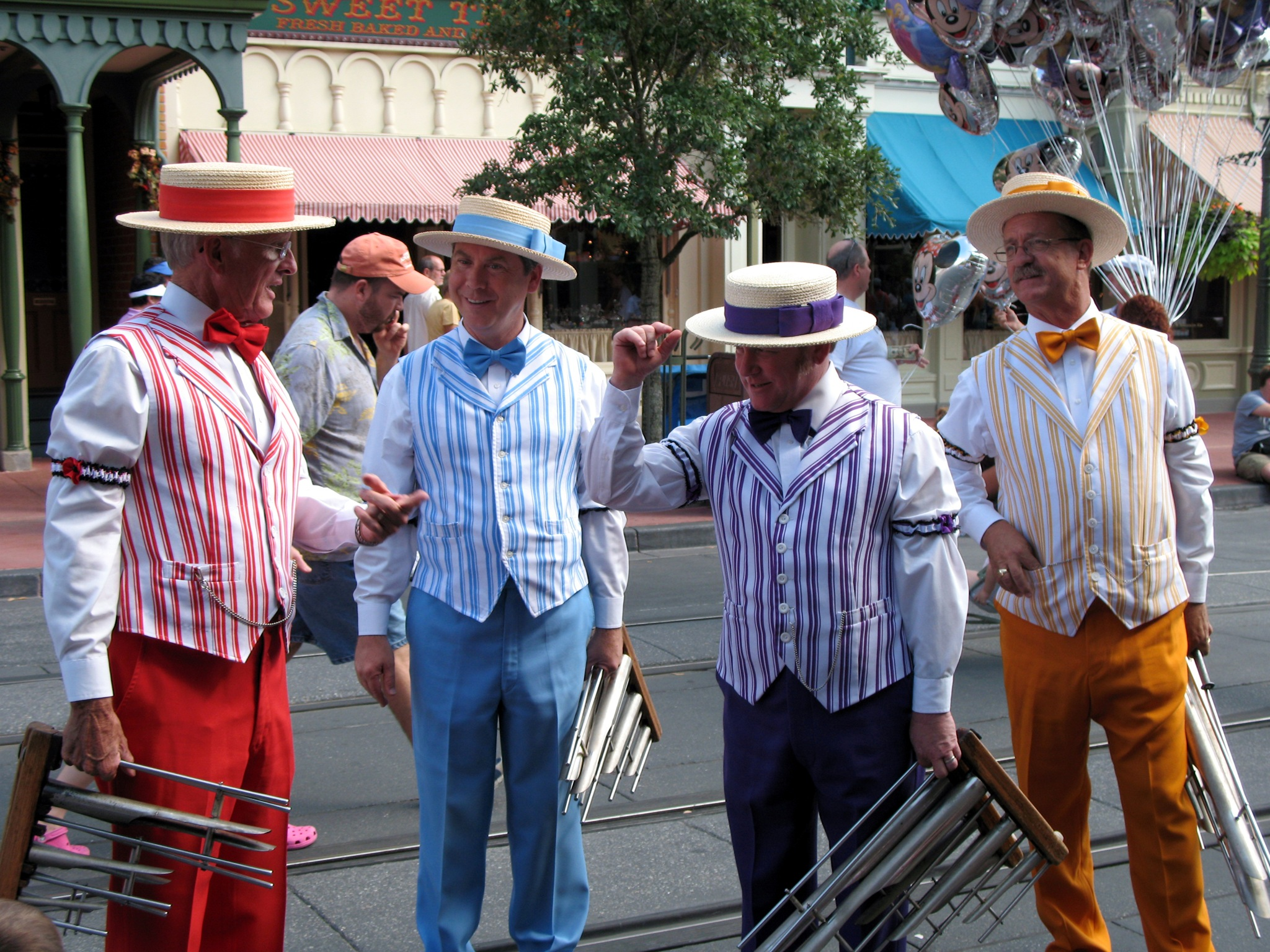
アームバンドの着用例（ウォルト・ディズニー・ワールド・リゾート・マジック・キングダム内のパフォーマンスThe Dapper Dans）